# Zweedse parlementsverkiezingen 2018
Op zondag 9 september 2018 werd in Zweden een nieuwe Riksdag, het parlement van Zweden, gekozen. Regionale en gemeentelijke verkiezingen vonden op dezelfde dag plaats.
De strijd ging, zoals bij de vorige verkiezingen, tussen de centrumlinkse rood-groenen en de centrumrechtse alliantie. De laatste twee verkiezingen kenden echter een opmars van de rechtse eurosceptische partij Sverigedemokraterna, die tot geen van beide coalities hoort. Bij de verkiezingen van 2014 behaalde geen van beide coalities een absolute meerderheid, maar nam de centrumlinkse coalitie onder leiding van Stefan Löfven de macht over van de centrumrechtse regering-Reinfeldt en vormde een minderheidsregering, het kabinet-Löfven I. Al snel was er een begrotingscrisis en dreigden er vervroegde verkiezingen eind 2014 plaats te vinden. Uiteindelijk werd er een controversieel akkoord gesloten met de oppositie, waardoor de regering kon aanblijven.

## Uitslag
Peilingen gaven verlies aan voor beide grote partijen (de Sociaaldemocraten en de Gematigden), en winst voor vrijwel alle andere partijen, voornamelijk de Zwedendemocraten en de Linkse Partij.
Het centrumlinkse en centrumrechtse blok werden vrijwel even groot. Binnen het centrumlinkse blok werd de Linkse Partij groter dan de Groene partij, die nog net de kiesdrempel van 4% haalde. Binnen het centrumrechtse blok werden de Christendemocraten groter dan de Liberalen. De Sociaaldemocraten bleven de grootste partij, al behaalde de partij haar slechtste resultaat sinds de verkiezingen van 1911.
De Zwedendemocraten gingen erop vooruit, maar niet zo fors als eerdere peilingen aangaven.
| Naam            | Naam            | Naam                                             | Ideologie                               | Leider                         | Resultaat 2014 | Resultaat 2014 | Resultaat 2018 | Resultaat 2018 | Resultaat 2018 | Resultaat 2018 | Resultaat 2018 |
| Naam            | Naam            | Naam                                             | Ideologie                               | Leider                         | Stemmen (%)    | Zetels         | Stemmen        | Stemmen (%)    | ± %            | Zetels         | ± Zetels       |
| --------------- | --------------- | ------------------------------------------------ | --------------------------------------- | ------------------------------ | -------------- | -------------- | -------------- | -------------- | -------------- | -------------- | -------------- |
| De roodgroenen  | De roodgroenen  | De roodgroenen                                   | De roodgroenen                          | De roodgroenen                 | 43,62%         | 159            |                | 40,67%         | -2.95          | 144            | 15             |
|                 | S               | Socialdemokraterna (De sociaaldemocraten)        | Sociaaldemocratie                       | Stefan Löfven                  | 31,01%         | 113            | 1.830.386      | 28,26%         | -2,75          | 100            | 13             |
|                 | V               | Vänsterpartiet (Linkse Partij)                   | Socialisme                              | Jonas Sjöstedt                 | 5,72%          | 21             | 518.454        | 8,00%          | +2,29          | 28             | 7              |
|                 | MP              | Miljöpartiet de Gröna (Milieupartij De Groenen)  | Ecologie                                | Gustav Fridolin Isabella Lövin | 6,89%          | 25             | 285.899        | 4,41%          | -2,47          | 16             | 9              |
| De alliantie    | De alliantie    | De alliantie                                     | De alliantie                            | De alliantie                   | 39,43%         | 141            |                | 40,26%         | +0,83          | 143            | 2              |
|                 | M               | Moderaterna (De gematigden)                      | Liberaal-conservatisme                  | Ulf Kristersson                | 23,33%         | 84             | 1.284.698      | 19,84%         | -3,49          | 70             | 14             |
|                 | C               | Centerpartiet (De Centrumpartij)                 | Liberalisme Noords agrarisme            | Annie Lööf                     | 6,11%          | 22             | 557.500        | 8,61%          | +2,49          | 31             | 9              |
|                 | KD              | Kristdemokraterna (De Christendemocraten)        | Christendemocratie                      | Ebba Busch Thor                | 4,57%          | 16             | 409.478        | 6,32%          | +1,75          | 22             | 6              |
|                 | L               | Liberalerna (De Liberalen)                       | Liberalisme                             | Jan Björklund                  | 5,42%          | 19             | 355.546        | 5,49%          | +0,07          | 20             | 1              |
| Andere partijen | Andere partijen | Andere partijen                                  | Andere partijen                         | Andere partijen                |                | 49             |                |                |                | 62             | 13             |
|                 | SD              | Sverigedemokraterna (De Zweden-democraten)       | Nationaal-conservatisme Anti-immigratie | Jimmie Åkesson                 | 12,86%         | 49             | 1.135.627      | 17,53%         | +4,68          | 62             | 13             |
|                 | FI              | Feministiskt initiativ (Feministisch initiatief) | Feminisme                               |                                | 3,12%          | 0              | 29.665         | 0,46%          | -2,67          | 0              | 0              |
|                 | ÖVR             | Overige partijen                                 | Overige partijen                        | Overige partijen               | 0,97%          | 0              | 69.472         | 1,07%          | +0,10          | 0              | 0              |
| Totaal          | Totaal          | Totaal                                           | Totaal                                  | Totaal                         | 100%           | 349            | 6.476.725      | 100%           |                | 349            |                |

Er waren 6.535.271 uitgebrachte stemmen, waarvan 6.476.725 geldig. Er waren 7.495.936 stemgerichtigen, wat een opkomst van 87,18% geeft.

Zetelverdeling per partij
Zetelverdeling per alliantie

1911 · 1914 · 1917 · 1920 · 1921 · 1924 · 1928 · 1932 · 1936 · 1940 · 1944 · 1948 · 1952 · 1956 · 1958 · 1960 · 1964 · 1968 · 1970 · 1973 · 1976 · 1979 · 1982 · 1985 · 1988 · 1991 · 1994 · 1998 · 2002 · 2006 · 2010 · 2014 · 2018 · 2022